# 泰山谷精草
泰山谷精草（学名：Eriocaulon taishanense）为谷精草科谷精草属下的一个种。

## 扩展阅读
- 維基物種上的相關：泰山谷精草